# Calabre (thème)
Pour l’article homonyme, voir Calabre.
Le thème de Calabre est un thème (une province civile et militaire) byzantin situé en Italie. Il est formellement créé au milieu du Xe siècle. Il succède au thème de Sicile et précède le duché normand de Calabre. C'est une partie de l'Empire romain d'Orient (dit « byzantin » depuis 1557) qui, comme l'avaient fait l'Espagne byzantine et l'Afrique byzantine avant elle, utilise comme langue officielle et liturgique le latin, maintient les traditions latines et où les chrétiens suivent le rite latin.

## Histoire

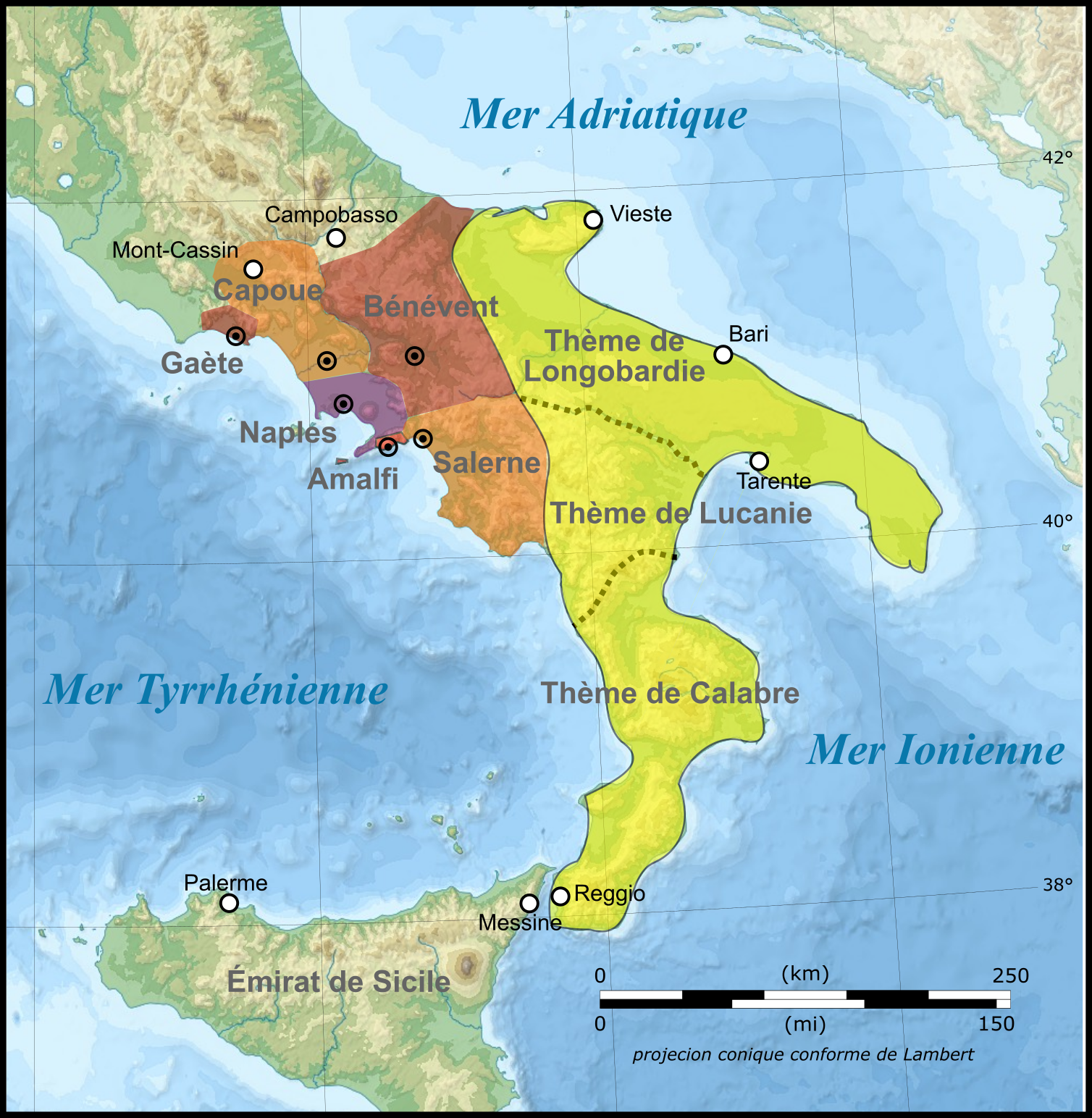
Carte de l'Italie byzantine. Le thème de Lucanie n'est mentionné que dans un seul document datant de 1042.

### Conquête et réorganisation
Après les invasions lombardes et arabes, les Byzantins parviennent progressivement à reprendre pied en Italie à la fin du IXe siècle. Ainsi, ils chassent les Arabes de Calabre vers 880. Toutefois, les Byzantins ne peuvent empêcher la conquête de la Sicile par les Arabes et l'administration du thème de Sicile se replie progressivement vers la Calabre, au point que la quasi-totalité du thème recouvre cette région. La chute de Taormine en 902 marque la fin de la présence byzantine en Sicile et le thème de Sicile prend alors le nom de thème de Calabre quelques années plus tard. Les deux métropoles de celui-ci sont Reggio et Santa Severina. Il est l'un des deux thèmes byzantins de l'Italie byzantine avec le thème de Longobardie. À la différence de la Longobardie, la population de la Calabre est majoritairement grecque et souffre bien plus des raids arabes. Toutefois, les deux thèmes sont à plusieurs reprises gouvernés par un même stratège et à partir du règne de Nicéphore II Phocas, un catépanat d'Italie est créé en remplacement du thème de Longobardie, mais le catépan n'a pas autorité sur le stratège de Calabre. Il est possible que le thème de Calabre ait parfois recouvert celui de Lucanie. En effet, ce dernier n'est attesté que dans un seul document datant de 1042 et son importance est moindre.
Lors du retour des Byzantins, la région est profondément désorganisée et souffre d'un déficit important de la population, sauf autour de Reggio. L'autorité byzantine s'applique à réorganiser la Calabre en refortifiant les villes tandis que les villages sont souvent laissés à eux-mêmes, sauf dans les régions les plus menacées. Là, les Byzantins créent des places fortifiées servant à l'administration locale. Seules quelques tours sont parfois positionnées dans les villages car seul l'État peut construire de réelles fortifications et ses agents sont souvent absents des villages. Tout au long du Xe et du XIe siècle, les Byzantins bâtissent de nouvelles cités pour tenter d'améliorer l'administration de la Calabre car beaucoup des cités antiques ont disparu avec la conquête lombarde. Globalement, on peut distinguer trois campagnes de construction de villes à la fois en Calabre et en Longobardie :
- la première a lieu dès la fin du IXe siècle et se matérialise par le retour de populations grecques dans la région de la Sila et les villes de Cerenzia, Rizzuto, Nicastro... ;
- la deuxième est concomitante à l'élévation du thème de la Longobardie au rang de catépanat. L'objectif est d'améliorer l'administration locale dans certaines régions peu peuplées comme celle de Basilicate en ce qui concerne le thème de Calabre ;
- la troisième se déroule dans les années 1010-1020 sous l'impulsion du catépan Basile Boiôannès. La Calabre se voit ainsi dotée de nouvelles cités le long de la côte pour mieux s'opposer aux raids arabes venant de Sicile. Parmi ces villes figurent Catanzaro, Oppido ou encore Stilo.

Cette nouvelle organisation urbaine a profondément marqué la géographie de la Calabre. Ainsi, les cités de Calabre sont principalement situées sur des éperons rocheux pour améliorer leur protection. De tailles moyennes, ces cités sont toutefois plus importantes que les castra occidentales présentes en Italie à la même époque.

### Administration
La documentation concernant la Calabre est moins importante que pour la Longobardie car les sources retrouvées datent de la fin de la domination byzantine sur la région. Le thème de Calabre n'est pas divisé en tourmes (division classique des thèmes dirigée par un tourmarque) mais en districts de la cité (diakratèsis) parfois appelés éparchie. Toutefois, un droungos (officier subalterne subordonné au tourmarque) est mentionné à Oppido au milieu du XIe siècle. Il pourrait s'agir d'une survivance d'institutions anciennes. Il semble que les villes disposent d'une forte autonomie et peuvent traiter avec les Arabes ou les Normands. En dépit de ces aménagements locaux, la situation du thème de Calabre est similaire à celle des autres thèmes d'empire.

### Société
Comme mentionné plus haut et à la différence de la Longobardie, les habitants de la Calabre sont majoritairement grecs et suivent le droit byzantin classique ainsi que le rite grec. Cette prédominance de l'élément hellène est sûrement due à la conquête de la Sicile par les Arabes qui entraîne une migration importante des populations grecques de l'île vers le continent, tandis que la Longobardie est dominée par des populations lombardes. L'implantation grecque en Calabre y est d'autant plus facile qu'une grande partie de la région n'est pas habitée. Ainsi, de nombreux moines fondent des établissements religieux en Calabre et dans les principautés lombardes situées plus au nord (le duché de Salerne par exemple). Parmi ces fondations figurent l'abbaye de Sainte Marie de Grottaferrata fondée par Nil de Rossano en 1004. Cette culture grecque en Calabre se prolonge bien après la chute de la région aux mains des Normands (Barlaam le Calabrais ayant vécu dans la première moitié du XIVe siècle prend une part active à la controverse sur l'hésychasme). 
Contrairement à la Longobardie très liée aux Balkans, la Calabre subit l'influence des musulmans de Sicile et d'Afrique. Ainsi, la seule monnaie d'or présente sur le thème est le tarin, la monnaie musulmane frappée en Ifriqiya et en Sicile. Malgré cet éloignement économique, la Calabre a presque toujours subi l'influence byzantine depuis le VIe siècle, au contraire de la Longobardie envahie un temps par les Lombards. De fait, le modèle traditionnel byzantin est appliqué de façon plus prégnante en Calabre. Autre différence avec la Longobardie, la propriété privée est très implantée au sein de la Calabre et l'Église possède d'importantes propriétés. Ainsi, la métropole de Reggia compte au milieu du XIe siècle près de 281 domaines, 7 communes exemptes et plusieurs autres biens divers. Certains laïcs disposent aussi d'importants domaines. Au niveau agricole, l'oléiculture est attestée tout comme la production de lin et de mûrier blanc servant à nourrir les vers à soie. 
En définitive, la Calabre, si elle dispose d'une assez grande autonomie et d'un éloignement économique substantiel par rapport à Constantinople, adopte aussi plusieurs caractéristiques présentes dans l'ensemble de l'Empire byzantin (la montée en puissance de la grande propriété en fait partie). Toutefois, et en dépit de la prédominance de l'élément grec au sein de la population, la Calabre offre moins de résistance que la Longobardie à la pénétration normande, de plus en plus forte à partir de 1040. La chute de Bari en 1071 entraîne la fin de la présence byzantine en Italie, mais la Calabre est déjà tombée aux mains des Normands quelques années auparavant. En effet, la région est érigée en duché par Robert Guiscard dès 1059 et ce dernier prend Reggio en 1061. La présence byzantine en Calabre a laissé à cette dernière un héritage sensible au niveau de l'organisation urbaine de la région qui diffère du reste de l'Italie (à l'exception de la Longorbardie voisine).